# Власть — народу!
«Власть — наро́ду!» — избирательный блок, участвовавший в выборах в Госдуму РФ в 1995 году. Лидеры — Сергей Бабурин, Николай Рыжков и Станислав Терехов.

## История создания
19 августа 1995 года в Москве состоялась учредительная конференция избирательного блока «Власть — народу!». В качестве учредителей блока выступили Российский общенародный союз (РОС) Сергея Бабурина и Движение матерей «За социальную справедливость» Елены Шуваловой. Союз офицеров Станислава Терехова не вошёл в число учредителей, так как данная организация была зарегистрирована в Министерстве юстиции позже, чем за шесть месяцев до дня голосования, и потому не могла принять участие в выборах. Кроме того, в состав избирательного блока вошли Народное движение «Союз» Георгия Тихонова, движение «Отечество» (Краснодарский край) Николая Кондратенко, Союз социальной защиты детей Нины Ларионовой, Координационный совет рабочих и прочие организации.
24 августа избирательный блок «Власть — народу!» был зарегистрирован в Центральной избирательной комиссии. В предвыборный список входили многие известные люди: писатели Василий Белов и Валерий Ганичев, бывший командир Рижского ОМОНа Чеслав Млынник, олимпийский чемпион Юрий Власов, чемпион мира по шахматам Анатолий Карпов (возглавлял список избирательного блока по Москве).

## Предвыборная платформа
Предвыборные лозунги — оппозиция правительству, ельцинским реформам. Важным требованием предвыборной программы этого избирательного блока было упрощение переселения в Россию представителей русского и других коренных народов России, проживающих за рубежом.

## Результаты выборов
Набрал 1,61 % голосов, не преодолев 5-процентный барьер. По одномандатным округам в Думу прошло 9 человек, которые вошли во фракцию «Народовластие».
Союзники — Коммунистическая партия Российской Федерации (КПРФ), Аграрная партия России (АПР), Конгресс русских общин (КРО), Партия самоуправления трудящихся (ПСТ).